# Ventrispina epigaea
Ventrispina epigaea är en insektsart som beskrevs av Williams 1985. Ventrispina epigaea ingår i släktet Ventrispina och familjen ullsköldlöss. Inga underarter finns listade i Catalogue of Life.